# Balard
Balard – stacja linii nr 8 metra  w Paryżu. Stacja znajduje się w 15. dzielnicy Paryża.  Została otwarta 27 lipca 1937 r.

## Połączenia autobusowe i tramwajowe
- autobusy RATP: 39, 42, 88, 169
- autobusy nocne: N13, N62, N169
- tramwaje: T3